# Medaille „Für die Einnahme Wiens“

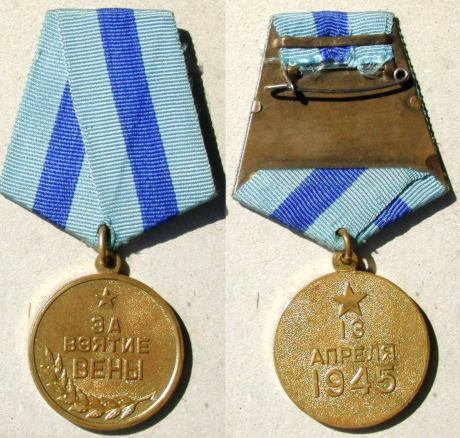
Avers und Revers der Medaille

Die Medaille „Für die Einnahme Wiens“ (russisch Медаль „За взятие Вены“) war eine sowjetische Auszeichnung während des Zweiten Weltkrieges im Zuge der Schlacht um Wien, die zur Eroberung der Stadt Wien durch die Rote Armee führte. Ihre Stiftung erfolgte durch Josef Stalin im Jahre 1945. Die Verleihung erfolgte an all jene Angehörigen der Roten Armee, die an der Einnahme Wiens beteiligt waren.

## Aussehen und Trageweise
Die bronzefarbene Medaille zeigt auf ihrem Avers mittig die dreizeilige Inschrift За взятие Вены (Für die Einnahme Wiens). Darunter liegt ein nach links gerichteter Lorbeerzweig mit Früchten. Über der Inschrift strahlt ein Sowjetstern. Das Revers zeigt die dreizeilige Inschrift 13 / Апреля / 1945 (13. April 1945), das Datum der Einnahme Wiens. Darüber ist ebenfalls ein Sowjetstern dargestellt. Getragen wurde die Medaille an der linken oberen Brustseite des Beliehenen an einer langgestreckten pentagonalen stoffbezogenen Spange, deren Grundfarbe hellblau mit senkrecht eingewebtem marineblauen Mittelstreifen ist. Die dazugehörige Interimsspange ist von gleicher Beschaffenheit.